# Bolesław Parzyjagła
Bolesław Parzyjagła (ur. 23 lipca 1953 w Stawku k. Wielunia) – polski filmoznawca, działacz kulturalny, samorządowiec i opozycjonista, wiceprezydent miasta Łodzi i radny Rady Miejskiej.

## Życiorys
Absolwent filologii polskiej na Uniwersytecie Łódzkim. Jako opozycjonista zajmował się kolportażem na terenie Łodzi prasy bezdebitowej wydawanej przez Komitet Samoobrony Społecznej „KOR” oraz przez NSZZ „Solidarność”. Działał jako przewodniczący Komisji Zakładowej Okręgowego Przedsiębiorstwa Rozpowszechniania Filmów (OPRF) w Łodzi oraz członek Ogólnopolskiej Sekcji Pracowników Filmu NSZZ „Solidarność”. Był członkiem grupy inicjatywnej Klubów Samorządnej RP (1981). Podczas stanu wojennego w Polsce (1981–1983) był internowany w okresie od grudnia 1981 do kwietnia 1982, początkowo w Ośrodku Odosobnienia w Łęczycy, a następnie także w Łowiczu.
Organizował projekcje filmów bezdebitowych, wykradanych ze zbiorów Filmoteki Polskiej. Zdobył Z Konstantym Szwenbergiem m.in.: autorską kopię „Człowieka z żelaza”, którą następnie wyświetlali w kinach niezależnych, takich jak: „Popularne” i „Włókniarz”. Współtworzył także Centrum Kulturalno-Informacyjne NSZZ „Solidarność” w Zakładach Przemysłu Bawełnianego im. Marchlewskiego oraz był zaangażowany organizowanie wieczorów filmowych w kościele oo. jezuitów w Łodzi. W 1988 był kierownikiem Przedsiębiorstwa Usług Filmowych „Polfilm”. W 1989 był współzałożycielem Łódzkiego Komitetu Inicjatyw Społecznych.
Od 1990 był dyrektorem Państwowej Instytucji Filmowej „Helios-Film”. Był radnym Rady Miejskiej w Łodzi I i II kadencji (1990–1994, 1994–1998) z ramienia Unii Wolności. Podczas prezydentury Marka Czekalskiego (1994–1998), pełnił funkcję wiceprezydenta Łodzi, na tym stanowisku był odpowiedzialny za handel, usługi, rolnictwo, gospodarkę mieszkaniową, lokale użytkowe, sprawy obywatelskie. Następnie prowadził własną działalność doradczą w firmie „Ductor” oraz pełnił funkcję dyrektora Oddziału Łódzkiego ZUS (1998–1999).

### Kontrowersje
W 1999 w wyniku transakcji z firmą „Infolex” łódzki oddział ZUS kupił za 25 milionów złotych biurowiec i grunty, podczas gdy szacunkowa wartość nieruchomości wynosiła ok. 11 mln zł. Prokuratura wszczęła śledztwo i w wyniku procesu 11 lipca 2008 łódzki sąd rejonowy skazał byłego dyrektora oddziału łódzkiego ZUS Bolesława Parzyjagłę na wyrok dwóch lat więzienia w zawieszeniu na pięć lat za działanie na szkodę ZUS i narażenie go na stratę 14,5 mln zł. W związku z zarzutami, podczas śledztwa, spędził w areszcie 1,5 roku.

## Odznaczenia
- Krzyż Kawalerski Orderu Odrodzenia Polski (2011) – za wybitne zasługi w działalności na rzecz przemian demokratycznych w Polsce, za osiągnięcia w podejmowanej z pożytkiem dla kraju pracy zawodowej i społecznej[12]